# Buồng lái màn hình hiển thị
Buồng lái màn hình hiển thị là một loại buồng lái máy bay sử dụng các thiết bị kỹ thuật số nhằm hiển thị thông tin trên các màn hình hiển thị, thường là các màn hình sử dụng ống tia âm cực (cathode ray tube - CRT) hoặc màn hình tinh thể lỏng (LCD); điều này thay thế cho việc hiển thị thông số bay bằng các kỹ thuật truyền tín hiệu tương tự (analog) và các máy móc cơ học.
Thế hệ buồng lái điện tử đầu tiên sử dụng nhiều màn hình ống tia âm cực tạo ra sự hiện diện rất lớn của các "tấm kính" trong buồng lái là nguyên nhân của cái tên "glass cockpit" ("buồng lái bằng kính") trong tiếng Anh. Ngày nay thì các màn hình tinh thể lỏng đã thay thế màn hình "kính" CRT ngày xưa, nhưng cái tên "buồng lái bằng kính" vẫn còn được sử dụng.

## Mô tả khái quát
Các buồng lái dùng kỹ thuật tương tự phải dựa vào nhiều máy móc và công cụ đo lường để hiển thị thông tin, trong khi đó buồng lái màn hình hiển thị sử dụng một vài màn hình hiển thị hoạt động bởi hệ thống quản lý bay có thể hiển thị nhiều loại thông tin bay khác nhau và có thể tùy chỉnh tùy theo người sử dụng. Việc áp dụng kỹ thuật số (digital) khiến việc lái máy bay trở nên đơn giản hơn, và phi công chỉ cần tập trung vào một vài thông tin có liên quan. Hệ thống buồng lái này được nhận xét là có mức độ tự động hóa rất cao và nhiều hoạt động trước đây do người thực hiện thì nay đã được máy vi tính đảm nhiệm.
Sử dụng buồng lái màn hình hiển thị được cho là mang lại một hệ thống điều khiển đơn giản hóa và giúp cho công việc của các phi công đỡ phải vất vả hơn trong việc vận hành hệ thống của máy bay; đồng thời do nhiều công đoạn điều khiển nay được chuyển giao cho máy vi tính, người phi công có nhiều thời gian rảnh rang để chú ý đến các thông tin quan trọng ảnh hưởng đến quá trình ra quyết định hành động, tỉ như phân tích thời tiết, điều kiện bay. Các nghiên cứu cho thấy khả năng nhận thức tình huống của phi công, hiệu suất làm việc và khả năng quản lý và sắp xếp lịch trình bay đều được củng cố. Chi phí bay cũng được cho là giảm đi và máy bay ít bị trễ chuyến hơn. Các công ty hàng không cũng ưa dùng kiểu buồng lái này vì họ đỡ tốn chi phí thuê mướn kỹ sư hàng không. Tuy nhiên, một số nghiên cứu cho thấy việc sử dụng buồng lái màn hình tinh hiển thị không cho thấy rõ ràng làm tăng độ tin cậy và tính an toàn cho các chuyến bay, mặc dù số lượng vụ tai nạn giảm xuống nhưng số trường hợp nghiêm trọng lại tăng lên, và các tai nạn lại thường xảy ra với các phi công mang bằng cấp cao và kinh nghiệm bay nhiều hơn so với trường hợp buồng lái kiểu cũ. Đồng thời nghiên cứu cũng cho thấy các giới chức còn thiếu quan tâm đến việc huấn luyện phi công làm quen với hệ thống mới, dẫn đền phi công hiểu sai, hiểu nhầm thông tin trình bày bởi hệ thống. Có ý kiến cũng khuyến cáo về chi phí của việc duy trì và nâng cấp các thiết bị lái hiện đại và nguy cơ chạy theo phong trào thay vì quan tâm đến hiệu năng thực sự của hệ thống mới.
Việc hiện đại hóa phần hiển thị cũng kéo theo hiện đại hóa các bộ phận cảm biến. Hệ thống khí cụ điều khiển bay truyền thống sử dụng con quay hồi chuyển đã được thay thế bằng hệ thống khảo sát độ cao và hướng bay (AHRS) điện tử và máy vi tính dữ liệu bay (ADC), giúp tăng độ tin cậy và giảm chi phí bảo dưỡng. Các thiết bị tương tác với hệ thống định vị toàn cầu (GPS) cũng được tích hợp vào buồng lái màn hình hiển thị.

## Lịch sử

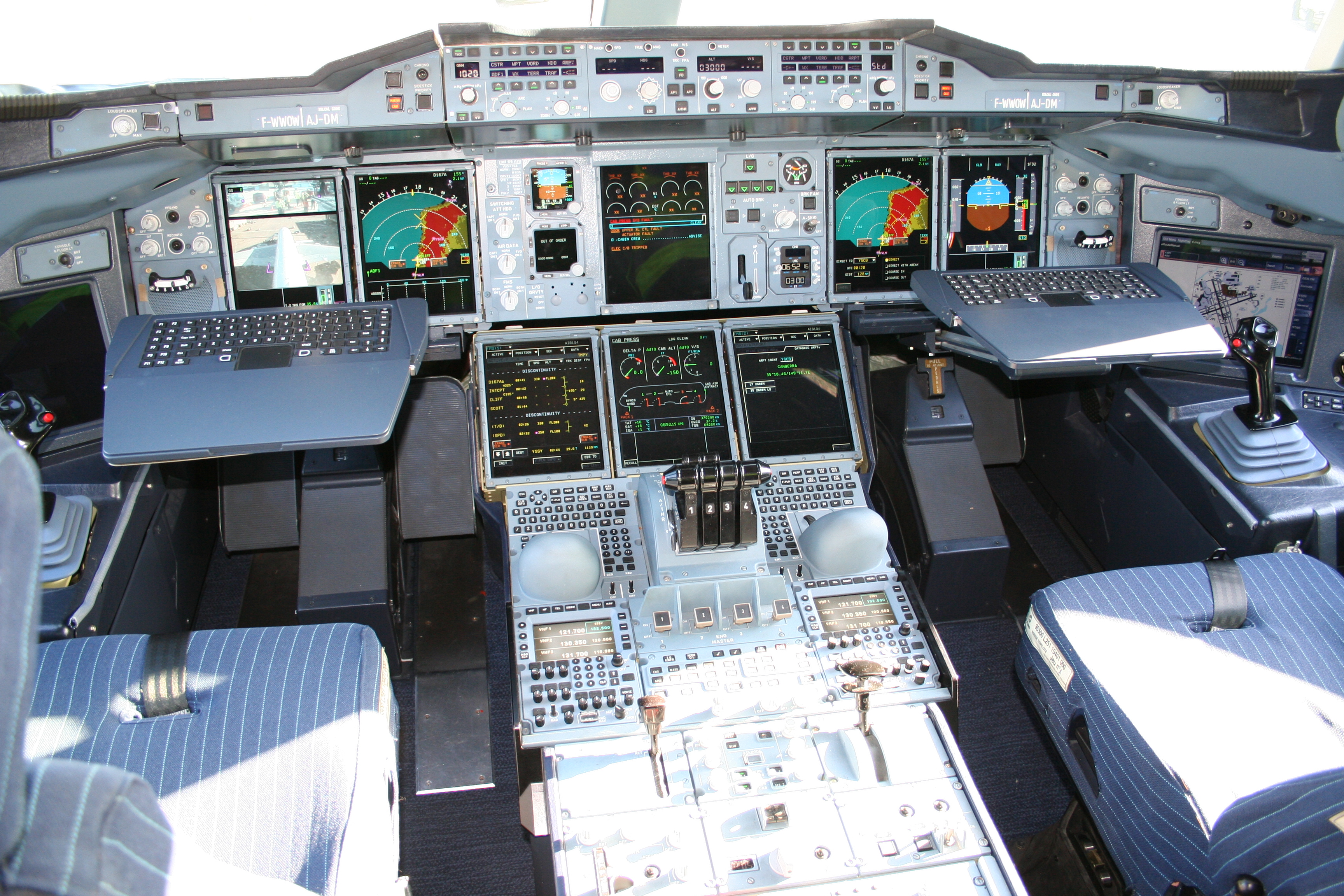
Buồng lái máy bay Airbus A380 với 2 bàn phím dạng máy vi tính có thể gấp gọn được, cùng 2 màn hình kiểu vi tính cho các phi công

Trước thập niên 1970, vận tải hàng không chưa thật sự có nhu cầu cần thiết để trang bị các máy móc hiện đại thí dụ như thiết bị hiển thị điện tử. Ngoài ra, trình độ công nghệ máy vi tính thời đó chưa đủ để chế tạo ra những hệ thống mạch điện vừa mạnh vừa nhỏ gọn. Tuy nhiên, khi các máy bay vận tải ngày càng trở nên tinh xảo và phức tạp hơn, công nghệ kỹ thuật số trở nên tiên tiến và mối nguy ùn tắc giao thông đường không tại các sân bay dần dần rõ nét, người ta cảm thấy đến lúc phải thay đổi.
Máy bay vận tải trong giữa thập niên 1970 sử dụng công nghệ truyền tin tương tự (analog) và mang trong buồng lái hàng núi thiết bị điều khiển, máy móc các loại; hệ thống khí cụ điều khiển bay sơ cấp cũng chứa đầy các đồng hồ chỉ thị, ký hiệu và đồ gá kẹp; số lượng các thiết bị cứ tăng lên như vậy gây nhiều khó dễ cho khả năng tập trung của phi công cũng như chiếm nhiều không gian. Tuy nhiên, trong thập niên 1970 bắt đầu xuất hiện những màn hình dùng ống tia âm cực (cathode ray tube - CRT) thay thế cho một số thiết bị, nút bấm dùng công nghệ analog cũ. Đây được cho là những dấu hiệu báo trước cho buồng lái màn hình hiển thị.
Nhằm giải quyết các nhược điểm của hệ thống buồng lái cũ, Trung tâm Nghiên cứu Langley của NASA bắt đầu các chương trình nghiên cứu về một hệ thống hiển thị có khả năng trình bày và mô phỏng tất cả các thông tin, dữ liệu bay dưới một dạng hình dễ đọc, dễ hiểu, dễ nắm bắt. Dự án nhận được sự giúp đỡ của các kỹ thuật viên tay nghề cao đến từ Boeing và Rockwell Collins. Kết quả của các nghiên cứu này là những mẫu máy bay thử nghiệm với buồng lái màn hình hiển thị. Năm 1974, NASA bắt đầu thử nghiệm máy bay Boeing 737 với buồng lái màn hình hiển thị toàn phần. Quá trình nghiên cứu của NASA cuối cùng cũng đạt được thành quả. và hệ thống hiển thị điện tử được đem ứng dụng vào thực tế với sự ra đời của MD-80 trong năm 1979. Đến năm 1982 và 1983, máy bay Boeing 767 và 757 sử dụng buồng lái 2 phi công, màn hình hiển thị cũng được đưa vào sử dụng, đây là những máy bay đầu tiên dùng kiểu buồng lái như vậy.
Trong thời gian đầu, người ta dùng các màn hình ống tia âm cực (CRT) trong buồng lái máy bay, tuy nhiên màn hình này bộc lộ nhược điểm là dễ bị ảnh hưởng bởi các tác động bên ngoài, ví dụ như xung điện, xung chấn, hay luồng ánh sáng chiếu vào (hiện tượng "rửa trôi"), đồng thời điện thế cao của thiết bị này cũng đem đến những vấn đề về an toàn. Đến cuối thập niên 1990, các bảng điều khiển dùng màn hình tinh thể lỏng (LCD) dần được các nhà sản xuất máy bay ưa chuộng vì chúng tỏ ra hiệu quả, có độ tin cậy cao, dễ sử dụng, về khối lượng nhẹ, chi phí duy tu thấp, độ phân giải tốt, khả năng tiếp cận với những chức năng mới, và đặc biệt là mức độ phân tán phản xạ thấp khiến cho LCD ít bị "rửa trôi" như CRT. Các loại máy bay hiện đại như Boeing 737 Next Generation, 777, 717, 747-400ER, 767-400ER, 747-8, 787, các phiên bản mới nhất của Airbus A320, A330, A340-500/600, A340-300, A380 và A350 đều sử dụng buồng lái có màn hình tinh thể lỏng. Bên cạnh đó, các loại màn hình điốt phát quang (LED) hoặc điốt phát quang hữu cơ (OLED) cũng là một lựa chọn tiềm năng trong trường hợp hiển thị ngược sáng vì mức độ tiêu thụ thấp, ít trục trặc và tuổi thọ cao, mặc dù các màn hình hiển thị này gặp một số vấn đề còn phải giải quyết về công nghệ và màu sắc.

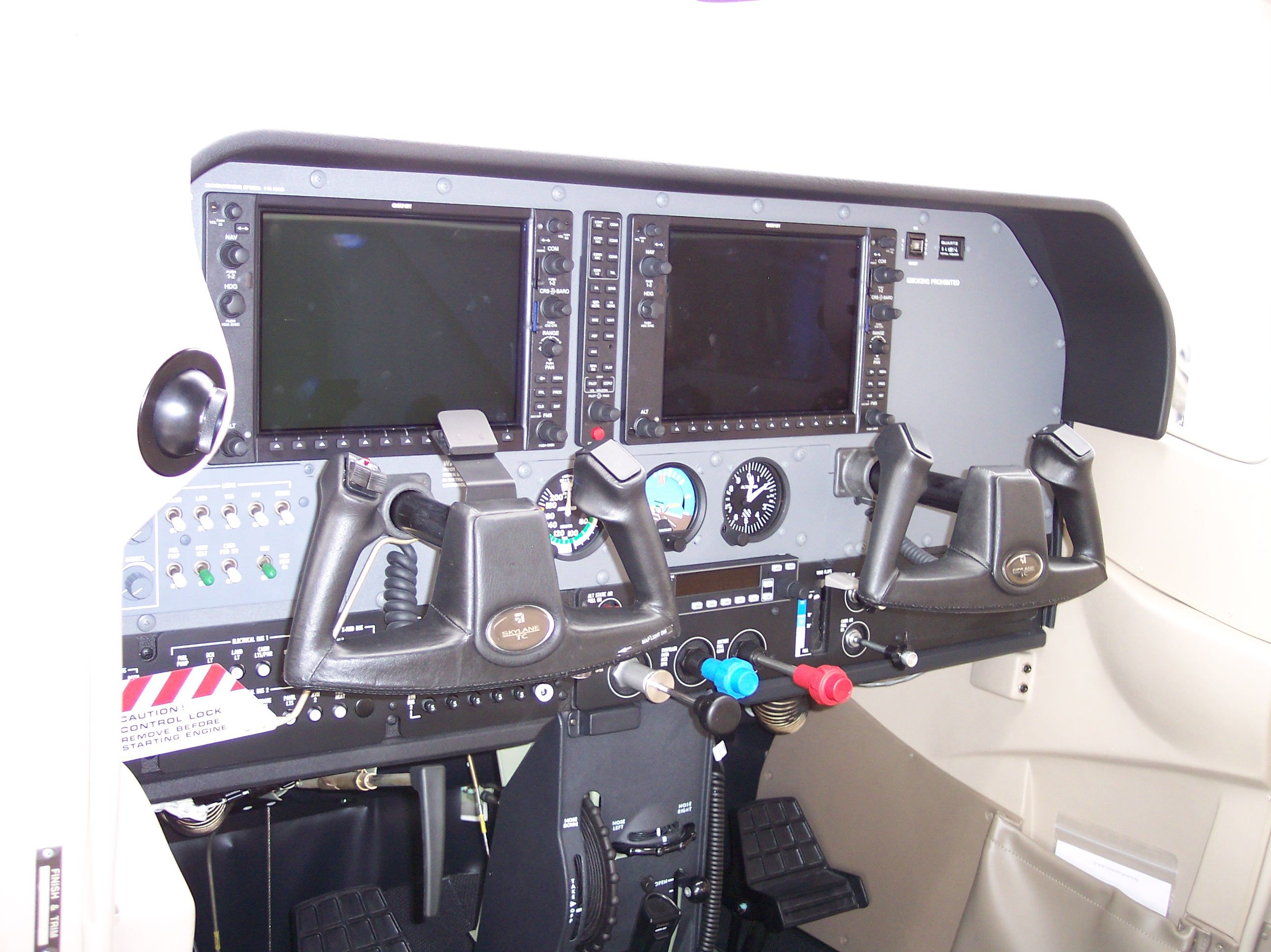
Hệ thống hiển thị Garmin G1000 trong buồng lái máy bay Cessna 182.

## Ứng dụng

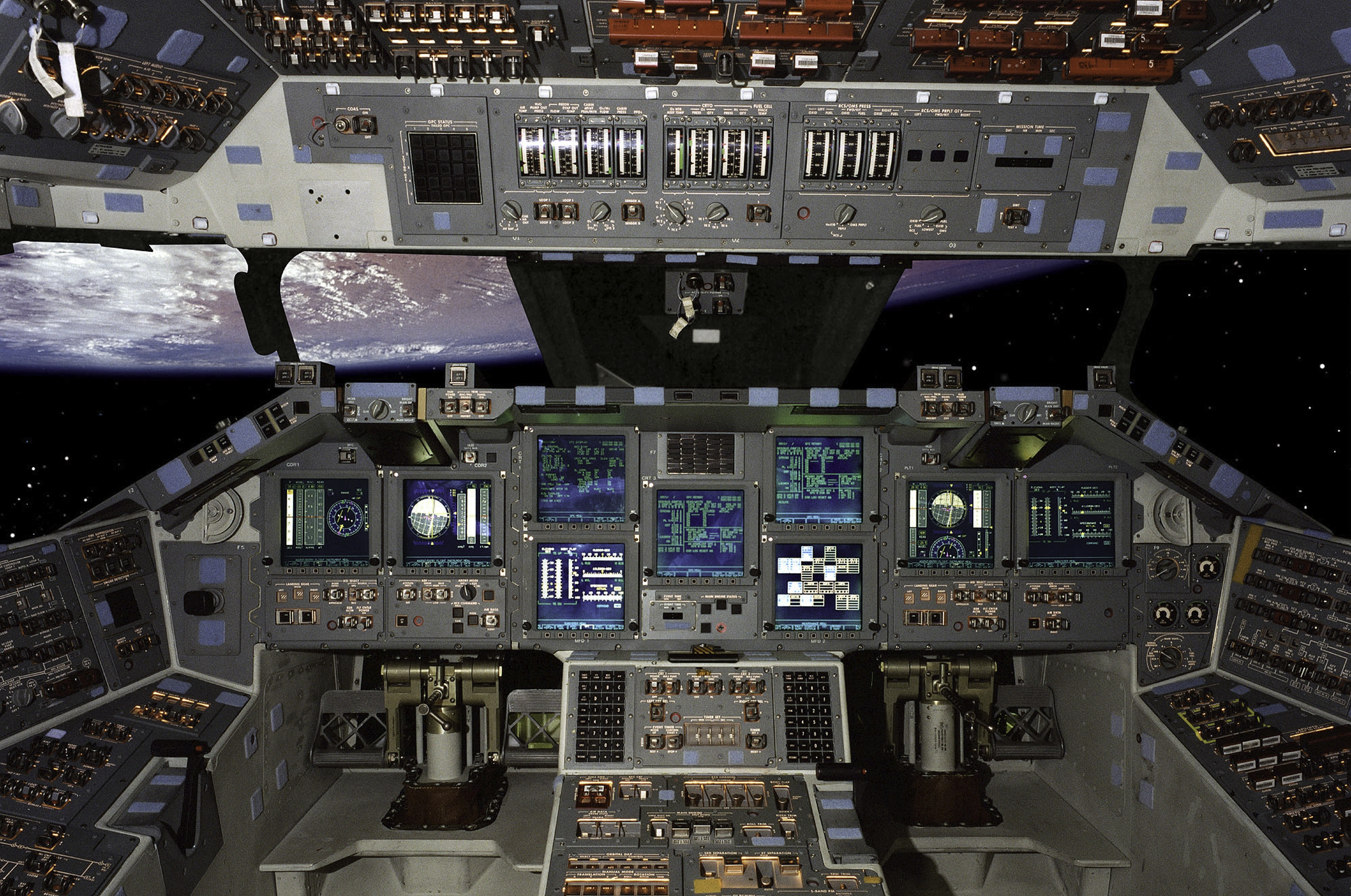
Buồng lái màn hình hiển thị của tàu con thoi.

Các buồng lái màn hình hiển thị thế hệ đầu tiên được tích hợp trong các máy bay như McDonnell Douglas MD-80/90, Boeing 737 Classic, 757 và 767-200/-300, và Airbus A300-600, A310 sử dụng hệ thống khí cụ điện tử phục vụ chuyến bay (EFIS) nhằm hiển thị các thông tin về độ cao và hướng bay, trong khi các khí cụ cơ học truyền thống vẫn được sử dụng để xác định tốc độ, độ cao so với mực nước biển, tốc độ dọc và tình trạng hoạt động của động cơ. Các buồng lái thế hệ mới hơn như trong các máy bay Boeing 737NG, 747-400, 767-400, 777, A320 và các mẫu mới hơn, Ilyushin Il-96, Sukhoi Superjet 100 và Tupolev Tu-204 đã hoàn toàn thay thế các thiết bị cơ học và đèn báo hiệu bằng thiết bị số, mặc dù một số máy móc sử dụng công nghệ truyền tin tương tự analog vẫn còn được tích hợp như là các thiết bị dự phòng trong trường hợp thiết bị số bị hư hỏng.
Buồng lái màn hình hiển thị đã trở thành tiêu chuẩn cho các máy bay hàng không dân dụng, máy bay phản lực tư nhân và máy bay quân sự, và đã được dùng rộng rãi cho các máy bay nhỏ. Nó cũng được tích hợp trong các tàu con thoi của NASA như Atlantis, Columbia, Discovery và Endeavour, cũng như phiên bản tàu vũ trụ Soyuz-TMA của Nga được phóng lên hồi năm 2002. Các máy bay thuộc lĩnh vực hàng không thông dụng (general aviation) cũng bắt đầu ứng dụng công nghệ này. Từ năm 2005, ngay cả các máy bay huấn luyện cơ bản như Piper Cherokee và Cessna 172 cũng sử dụng buồng lái màn hình hiển thị, và nhiều dòng máy bay hiện đại như Diamond Aircraft DA42 và Cirrus Design SR20, SR22 đều hoàn toàn dùng buồng lái màn hình hiển thị. Máy bay chiến đấu Lockheed Martin F-35 Lightning II sử dụng một màn hình hiển thị chạm-biết "toàn cảnh" có thể thay thế hầu hết các nút bấm và đòn khuỷu trên những máy bay thông thường.

## Tính an toàn
Khi việc điều khiển máy bay ngày càng phụ thuộc vào buồng lái màn hình hiển thị, người phi công phải đối mặt với việc xử lý tình huống khi hệ thống bị trục trặc. Ví dụ Airbus A320 từng ghi nhận 50 trường hợp buồng lái đột ngột "cúp". Ngày 25 tháng 1 năm 2008, chuyến bay số 731 của United Airlines gặp phải sự cố nghiêm trọng về buống lái, khiến một nửa số đơn vị hiển thị của Hệ thống kiểm soát máy bay điện tử tập trung (Electronic Centralised Aircraft Monitor - ECAM) cùng với toàn bộ thiết bị vô tuyến, bộ chuyển tiếp sóng, hệ thống cảnh báo va chạm máy bay (Traffic collision avoidance system -TCAS), thiết bị cảm biến độ cao,... đều ngừng hoạt động, tuy nhiên thời tiết tốt cũng như thời điểm bay là ban ngày phần nào giúp máy bay có thể hạ cánh an toàn ở sân bay Newark. Hãng Airbus đã đề ra phương án khắc phục lỗi của buồng lái và Ủy ban Quốc gia về An toàn giao thông Hoa Kỳ đề nghị quy định thực hiện phương án này như là một quy định bắt buộc; tuy nhiên Cục Quản lý hàng không Liên bang chưa có quyết định. Xem phúc trình của Ủy ban Quốc gia về An toàn giao thông về tai nạn của chuyến bay số 731. Để phòng hờ trường hợp trục trặc, các buồng lái màn hình hiển thị đều tích hợp thêm các thiết bị analog dự bị để dùng khi các thiết bị chính gặp trục trặc.
Năm 2010, Ủy ban Quốc gia về An toàn giao thông Hoa Kỳ công bố kết quả kháo sát trên 8.000 máy bay hạng nhẹ, cho thấy mặc dù các máy bay dùng buồng lái màn hình hiển thị nhìn chung ít gây tai nạn hơn nhưng khả năng gặp các tai nạn nghiêm trọng lại lớn hơn so với các máy bay dùng buồng lái kiểu cũ. Giám đốc Ủy ban đã nhận xét rằng mặc dù công nghệ tiên tiến được kỳ vọng là sẽ làm giảm tai nạn máy bay nhưng khảo sát lại cho thấy kết quả không lường trước; đồng thời nghiên cứu cho thấy việc huấn luyện kỹ lưỡng phi công để họ làm quen với hệ thống là cực kỳ quan trọng.